# Sparasion latens
Sparasion latens är en stekelart som beskrevs av Kononova 2001. Sparasion latens ingår i släktet Sparasion och familjen Scelionidae. Inga underarter finns listade i Catalogue of Life.